# Polystichopsis
Polystichopsis , rod papratnica smješten u porodicu Dryopteridaceae, dio potporodice  Polybotryoideae. Postoji sedam  vrsta i jedan hibrid u Karibima.

## Vrste
1. Polystichopsis chaerophylloides (Poir.) Morton
2. Polystichopsis leucochaete (Sloss.) J.Prado & R.C.Moran
3. Polystichopsis lurida (Jenman ex Underw. & Maxon) Morton
4. Polystichopsis puberula J.Prado & R.C.Moran
5. Polystichopsis pubescens (L.) Morton
6. Polystichopsis muscosa (M.Vahl) Proctor
7. Polystichopsis sericea (Mett. ex D.C.Eaton) C.Sánchez
8. Polystichopsis ×sanchezii J.Prado & R.C.Moran